# Пікселізація

Пікселізація при зменшенні розміру зображення

Пікселізація (від англ. pixel — «піксель», «елемент зображення»)  — метод цифрової обробки зображення який спрямований на зменшенні розширення зображення або його частини. Пікселізація проявляється при редагуванні зображення: зміни формату, масштабуванні (білінійна інтерполяція) за допомогою спеціальних програм (Adobe Photoshop, Picasa, Paint.Net) для роботи з мультимедійними файлами.
Редагування може бути спрямоване на зміну якості зображення залежно від потреб до якості мультимедійних файлів, або з метою приховування частини зображення, як правило — це зумовлено вимогами до публічного використання зображень, або відеокліпів. Наприклад на телебаченні при демонстрації документів — пікселізацію можуть застосовувати з метою приховування персональних даних осіб.